# Duits voetbalkampioenschap 1920/21
1920/21 was het veertiende Duitse voetbalkampioenschap ingericht door de DFB. 1. FC Nürnberg was de eerste club die zijn titel kon prolongeren. Met Hamburger SV nam nog een club voor het eerst deel aan de eindronde die later nog het mooie weer zou maken in de Duitse competitie. De club kwam in 1919 tot stand door een fusie tussen SC Germania, Hamburger FC en FC Falke 06.
In Noordoost-Duitsland nam de uiteindelijke kampioen VfB Königsberg niet deel aan de eindronde. De club kreeg later de titel van de Baltische bond toegekend maar intussen had de Pommerse club Stettiner SC al meegedaan aan de eindronde.
Er waren ook concurrerende voetbalbonden opgericht, de Arbeiterturnerschaft en de Deutsche Jugendkraft die respectievelijk VfL Leipzig-Stötteritz en DJK Katernberg als kampioen hadden.

## Deelnemers aan de eindronde
| Club                              | Gekwalificeerd als                      |
| --------------------------------- | --------------------------------------- |
| Stettiner SC                      | Vertegenwoordiger Noordoost-Duitsland   |
| Vereinigte Breslauer Sportfreunde | Kampioen Zuidoost-Duitsland             |
| Berliner FC Vorwärts 90           | Kampioen Berlijn-Brandenburg            |
| Hallescher FC Wacker              | Kampioen Midden-Duitsland               |
| Hamburger SV                      | Kampioen Noord-Duitsland                |
| Duisburger SpV                    | Kampioen West-Duitsland                 |
| 1. FC Nürnberg                    | Kampioen Zuid-Duitsland/Titelverdediger |

## Eindronde

### Kwartfinale
| Datum       | Teams                | Teams | Teams                | Uitslag             | Stadion                      |
| 22 mei 1921 | Duisburger SpV       | –     | Hamburger SV         | 2:1 n.v. (1:0, 1:1) | Duisburg, Platz der Borussia |
| 22 mei 1921 | Vgt. Breslauer Spfr. | –     | Hallescher FC Wacker | 1:2 (0:1)           | Breslau, Sportpark Grüneiche |
| 22 mei 1921 | Stettiner SC         | –     | Vorwärts 90 Berlin   | 1:2 (1:0)           | Stettin, Platz der Titania   |

1. FC Nürnberg had een bye voor de kwartfinale.

### Halve finale
| Datum       | Teams                | Teams | Teams          | Uitslag             | Stadion                         |
| 29 mei 1921 | Hallescher FC Wacker | –     | 1. FC Nürnberg | 1:5 (1:3)           | Halle (Saale), Platz des SV 98  |
| 29 mei 1921 | Vorwärts 90 Berlin   | –     | Duisburger SpV | 2:1 n.v. (1:1, 1:1) | Berlijn, Platz am Gesundbrunnen |

### Finale
| Datum        | Teams          | Teams | Teams              | Uitslag   | Stadion                      |
| 12 juni 1921 | 1. FC Nürnberg | –     | Vorwärts 90 Berlin | 5:0 (3:0) | Düsseldorf, Platz des DSC 99 |

Nürnberg speelde zijn twee opeenvolgende finale. Voor 27.000 toeschouwers opende Luitpold Popp, net als vorig jaar de score, in de 13de minuut. Heinrich Träg scoorde nog twee doelpunten voor de rust en in de 76ste en 87ste minuut maakte ook Popp nog twee goals.

## Topschutters
|    | Speler        | Club           | Goals |
| -- | ------------- | -------------- | ----- |
| 1. | Luitpold Popp | 1. FC Nürnberg | 5     |
| 2. | Heinrich Träg | 1. FC Nürnberg | 3     |